# Diaphorus angusticinctus
Diaphorus angusticinctus är en tvåvingeart som beskrevs av Meijere 1916. Diaphorus angusticinctus ingår i släktet Diaphorus och familjen styltflugor. Inga underarter finns listade i Catalogue of Life.